# 4 Wojskowy Oddział Gospodarczy
4 Wojskowy Oddział Gospodarczy (4 WOG) – jednostka logistyczna Sił Zbrojnych Rzeczypospolitej Polskiej. Realizuje zadania zabezpieczenia finansowego i logistycznego jednostek i instytucji wojskowych na swoim terenie odpowiedzialności.

## Formowanie i zmiany organizacyjne
Z dniem 1 października 2007 4 WOG stał się dysponentem środków budżetowych III stopnia, a od dnia 1 stycznia 2008 stał się oddziałem gospodarczym dla jednostek wojskowych, które zostały mu przydzielone na zaopatrzenie .

21 czerwca 2011 jednostka budżetowa „4 WOG w Gliwicach” połączona została z jednostką budżetową : 
- Wojewódzki Sztab Wojskowy w Warszawie.

## Żołnierze WOG
| Komendanci WOG              | Komendanci WOG          |
| Stopień, imię i nazwisko    | Okres pełnienia służby  |
| --------------------------- | ----------------------- |
| płk dr Mirosław Chrzanowski | 2007 – 26 I 2015        |
| płk Mirosław Molik          | 2 II 2015 – ?           |
| płk Maksymilian Kajdan      | 6 III 2017 – 30 IX 2020 |
| płk Sebastian Wolszczak     | 28 XII 2020 – 30 I 2024 |
| płk Andrzej Rakowski        | 28 II 2024 - obecnie    |